# آهنگ درخت (فیلم ۲۰۱۸)
آهنگ درخت (به انگلیسی: Song of the Tree) فیلمی به کارگردانی آیبک داییربکوف محصول سال ۲۰۱۸ است.

## داستان
در روستایی کوچک که محل زندگی عشایر است، درختی مقدس وجود دارد که صندوق اسرارِ نسل اندر نسلِ مردم آن‌جا به‌شمار می‌رود. روستا سرشار از صلح و آرامش است. مرد جوانی به نام اِسِن از یک خانواده فقیر عاشق بگیمای، دخترِ ارباب اصلی روستا، است. اما پدر دختر از اسن متنفر است و در هر فرصتی او را مورد تحقیر و اهانت قرار می‌دهد. یک روز اسن، پس از این‌که در یک مسابقه ناعادلانه شکست می‌خورد، از شدت خشم گوشت آماده‌شده برای یک مهمانی مهم را می‌دزدد و آن را به سگش می‌دهد. این موضوع یک افتضاح کامل را برای روستا به وجود آورد، چراکه هیزمی باقی نمانده و امکان ندارد بتوان غذایی دیگر آماده کرد. آن‌ها به‌ناچار درخت مقدس را می‌بُرند تا از چوبش به عنوان هیزم استفاده کنند. در طول همان شب همه چیز تغییر می‌کند، ناگهان هرج‌ومرجی برپا می‌شود.
اسن و بگیمای فرار می‌کنند. آن‌ها آواره و سرگردان می‌شوند، تولدی دوباره می‌یابند، اتفاقاتی سرنوشت‌ساز را رقم می‌زنند و زندگی خود و مردمشان را عوض می‌کنند.

## جشنواره جهانی فیلم فجر
این فیلم در بخش جلوه‌گاه شرق سی و هفتمین جشنواره جهانی فیلم فجر حضور داشت. این جشنواره از ۲۹ فروردین تا ۶ اردیبهشت ۱۳۹۸ در شهر تهران برگزار شد.